# Chobokwane
Chobokwane – wieś w Botswanie w dystrykcie Ghanzi. Według spisu ludności z 2001 roku wieś liczyła 484 mieszkańców.